# Jaume Barnola i Serra
Jaume Barnola i Serra és un empresari i polític català, establert a Guissona.

## Trajectòria
Llicenciat en Ciències Econòmiques i Empresarials per la UNED i per l'Escola d'Alts Estudis Mercantils de Barcelona, en la que el 1961-1962 va obtenir el premi al millor becari del Districte Universitari de Catalunya i Balears, i màster en direcció d'empreses per la Universitat de Navarra.
Ha fet cursos monogràfics sobre direcció d'empreses a l'IESE el 1972-1973 i ha viatjat durant molts anys per Llatinoamèrica, Europa, EUA i Brasil. També ha estat director de nombroses empreses. Fou elegit diputat per la província de Lleida a les eleccions generals espanyoles de 1979 per Centristes de Catalunya-UCD i fou vocal de la Comissió d'Economia, Comerç i Hisenda del Congrés dels Diputats. Després de l'ensulsiada de la UCD ingressà a Centro Democrático y Social (CDS) i després al Partit Popular, amb el qual fou escollit paer de Lleida a les eleccions municipals espanyoles de 1991. Un cop elegit regidor, abandonà el grup popular per integrar-se en el Grup Mixt fins al final del mandat, el 1995.